# Podmoky (district de Nymburk)
Pour les articles homonymes, voir Podmoky.
Podmoky (en allemand : Podmok) est une commune du district de Nymburk, dans la région de Bohême-Centrale, en République tchèque. Sa population s'élevait à 195 habitants en 2020.

## Géographie
Podmoky se trouve à 5 km au sud-ouest de Městec Králové, à 13,5 km à l'est de Nymburk et à 59 km au nord-est de Prague.
La commune est limitée par Velenice au nord, par Městec Králové à l'est, par Opočnice et Vrbice au sud, et par Senice à l'ouest.

## Histoire
La première mention écrite de la localité date de 1305.

## Transports
Par la route, Podmoky se trouve à 5,3 km de Městec Králové, à 21,5 km de Nymburk et à 68 km de Prague.